# Сальвадор на летних Олимпийских играх 1972
Сальвадор принимал участие в Летних Олимпийских играх 1972 года в Мюнхене (ФРГ) во второй раз за свою историю, но не завоевал ни одной медали.